# Диагита
Диагита или пасиока — исчезнувший народ или группа народов, проживавших на юге Южной Америки. Культура диагита процветала в период VIII—XVI веков на территории современных аргентинских провинций Сальта, Катамарка, Ла-Риоха и Тукуман, а также чилийских областей Атакама и Кокимбо.

## История
Племена диагита иногда образовывали конфедерацию, иногда воевали друг с другом. Их культура в то время отличалась от соседних андских культур отсутствием кастовой системы, а также золота и других предметов роскоши.
Когда инки начали экспансию на юг в XV веке, диагита оказали им яростное сопротивление. Со временем инки покорили диагита, однако инкская экспансия остановилась на территории современной провинции Кордоба. После прибытия испанцев диагита оказали сопротивление испанской колонизации.

## Культура
Диагита были одной из наиболее развитых доколумбовых культур на территории Аргентины. Они владели развитыми технологиями строительства и земледелия, включая ирригацию, и были также известны своим керамическим искусством. В росписи керамики использовались красный, чёрный и белый цвета. Диагита не строили крупные города, занимались земледелием (выращивали кукурузу, тыкву и бобы) и скотоводством (разведение стадных животных, таких, как лама). 
Диагита испытали влияние андских культур, обладали рядом общих черт с инкской цивилизацией. Они обожествляли Солнце, гром и молнию.

## Язык
Язык или языковая группа какан, на котором говорили племена диагита и кальчаки, исчез в конце 17 — начале XVIII века. Его генетические связи остаются неясными. Предполагается, что язык задокументировал иезуит Алонсо де Барсена, однако его рукопись утеряна.